# Любовники (фильм, 1968)
«Любовники» (итал. Amanti, фр. Le temps des amants, другое название «Место для влюблённых») — совместная французско-итальянская мелодрама режиссёра Витторио Де Сика по произведению Брунелло Ронди. Фильм снят на английском языке. Премьера картины состоялась 19 декабря 1968 года.

## Сюжет
Джулия, разведённая американская художница-модельер узнаёт, что неизлечимо больна и ей осталось жить несколько дней. Она сбегает из госпиталя, где проходила обследование и проводит отведённое ей время на своей итальянской вилле за просмотром телевизора. Однажды она натыкается на интервью с итальянским инженером Валерионом, который разработал пластиковые подушки безопасности для автомобилистов. Джулия вспоминает, что видела его в аэропорту. Она звонит Валериону и приглашает к себе на виллу, где они несколько дней предаются любовным утехам.
Мэгги, подруга Джулии, узнаёт, что та сбежала из госпиталя, и уговаривает больную вернуться, чтобы там она могла безболезненно умереть. Джулия не внемлет увещеваниям подруги и возвращается на виллу в объятия любовника. Мэгги тем временем звонит Валериону и рассказывает о состоянии Джулии.

## В ролях
- Фэй Данауэй — Джулия
- Марчелло Мастроянни — Валерион
- Кэролайн Мортимер — Мэгги
- Карин Эн — Гризельда
- Ивонн Гилберт — Мари
- Мирелла Пампили — гостья на вечеринке
- Эсмеральда Русполи — жена прокурора
- Энрико Симонетти — аниматор
- Дэвид Арчелл
- Марта Букман

## Съёмочная группа
- Режиссёр-постановщик: Витторио Де Сика
- Сценаристы: Чезаре Дзаваттини, Тонино Гуэрра, Питер Болдуин, Джулиан Цимет, Эннио Де Кончини
- Продюсеры: Артур Кон, Хершел Гордон Льюис, Карло Понти
- Оператор: Паскуалино Де Сантис
- Композиторы: Мануэль Де Сика, Ли Кониц
- Монтажёр: Адриана Новелли
- Художник-постановщик: Пьеро Полетто
- Художник по костюмам: Энрико Саббатини
- Дирижёр: Зено Вукелич

## Интересные факты
- В 1978 году критики Г. и М. Медведы, Р. Дрейфус включили фильм в книгу «Пятьдесят худших фильмов всех времён»[1].
- Песню «Место для влюблённых» (англ. A Place For Lovers), название которой совпадает с названием фильма в американском прокате, исполняет Элла Фицджеральд.[2]